# Nice Girls
Nice Girls è un film del 2024 diretto da Noémie Saglio.

## Trama
Una detective molto meticolosa e una poliziotta poco incline alle regole fanno squadra con un ex hacker per indagare su un agente scomparso e sventare inoltre un pericoloso attentato a Nizza. 

## Distribuzione
Il film è stato distribuito sulla piattaforma Netflix il 21 agosto 2024.